# 미관관리
미시적관리(微觀管理)는 관리자인 상사가 부하의 업무에 강한 감독·간섭을 실시하는 것으로, 일반적으로는 부정적인 의미로 이용된다. 미시적 관리를 실시하는 관리자는, 업무의 모든 순서를 감독해, 의지결정의 일절을 부하에게 맡기지 않는다. 부하는 상사의 미시적관리를 많이 느끼지만, 상사가 자각하는 경우는 드물다. 극단적인 경우는, 직장 집단 괴롭힘이나 독선성 등, 병리적인 현상으로서 파악된다.
미시적 관리는, 너무 세부를 고집하는 성격이나, 능력 부족, 불안 등이 내면적인 문제의 표현으로도 파악된다. 관리자의 성격의 문제가 크지만 그 뿐이 아니고, 조직 문화, 납기나 실적 등의 압력, 관리자의 지위의 불안정함 등, 외적 요인에도 의할 수 있다. 심각한 경우는, 강박 장애와 관계하기도 한다. 또, 지시·명령을 주는 것에 의해서, 관리자 자신이 유능함이나 직무의 중요함을 나타내고 있다고 느끼기도 한다.